# بوكلند (باكينجهامشير)
بوكلند (بالإنجليزية: Buckland, Buckinghamshire)‏ هي قرية وأبرشية مدنية تقع في المملكة المتحدة في إنجلترا. يقدر عدد سكانها بـ 713 نسمة .